# Ryjice
Ryjice (deutsch Reindlitz) ist eine Gemeinde in Tschechien. Sie liegt fünf Kilometer nordöstlich des Stadtzentrums von Ústí nad Labem und gehört zum Okres Ústí nad Labem.

## Geographie
Ryjice erstreckt sich im Norden des linkselbischen Teils des Böhmischen Mittelgebirges am Fuße der Burgruine Blansko im Tal des Baches Neštěmický potok (Reindlitzer Bach). Nördlich erhebt sich der Blansko (Blankenstein, 545 m), im Westen der Farský vrch (520 m) und nordwestlich der Radešín (Gratschen, 550 m).
Nachbarorte sind Lipová, Slavošov und Blansko im Norden, Dolní Mírkov und Mírkov im Nordosten, Lužec und Mašovice im Osten, Mojžíř im Südosten, Neštěmice im Süden, Krásné Březno im Südwesten, Mlýniště und Žežice im Westen sowie Sovolusky, Radešín und Libov im Nordwesten.

## Geschichte
Erstmals urkundlich erwähnt wurde vilas Rigici im Jahre 1186 als Besitz des Johanniterordens. Es ist nicht sicher, ob das Dorf zu den Waldgebieten um den Berg Chwogen, Povrly und Roztoky gehörte, die Vladislav II. 1169 dem Orden zur Kolonisation überließ, oder zu den Ländereien, die Měšek und Hroznata von Peruc 1179 den Johannitern schenkten. Nach der Errichtung der Burg Blankenstein gehörte Ryjice ab 1400 zu deren Gütern. Ryjice war ursprünglich ein slawischer Rundling, der auf dem Gelände des heutigen Sanatoriums lag. Nach dem Dreißigjährigen Krieg wurde das Tal intensiv besiedelt und es entstand im Laufe der Zeit ein langgestreckter Ort, der sich in ein Vorder-, Mittel- und Hinterdorf gliederte. Zu den ältesten Gebäuden gehörte die Mühle in Hinter Reindlitz. Im Jahre 1770 kam es nach ausgiebigen Regenfällen zu Hangrutschungen. Nachfolgend wurde der Reindlitzer Bach reguliert. Im Dorf entstand ein wuchtiges, neun Meter starkes Wehr von 15 m Höhe und 15 m Kronenlänge, das die reißende Wirkung des Baches eindämmte.
Nach der Aufhebung der Patrimonialherrschaften bildete Reindlitz / Ryjice ab 1850 einen Ortsteil der politischen Gemeinde Mörkau / Mirkov im Gerichtsbezirk Außig bzw. Bezirk Außig. Im Jahre 1880 entstand die Gemeinde Reindlitz. Die Lage in dem von feuchten nordwestlichen Luftströmungen durchzogenen Tal führte seit dem Ende des 19. Jahrhunderts zur Errichtung von drei Sanatorien. 1895 entstand ein Arbeitergenesungsheim für Lungenkranke und 1902 stiftete Helene Petschek, die Ehefrau des Großindustriellen Ignaz Petschek, das Helenenheim. Das dritte Heim wurde 1906 durch die Revierbruderlade Brüx errichtet. 
Im Jahr 1921 bestand das Dorf aus 60 Häusern und hatte 259 Einwohner. 1930 hatte Reindlitz 399 Einwohner, darunter war eine starke tschechische Minderheit. Im Jahre 1930 wurde ein artesischer Brunnen angelegt, der aus 43 m Teufe ein von warmen Zuflüssen gespeistes etwa 12 °C warmes Wasser fördert. Nach dem Münchner Abkommen wurde Reindlitz 1938 dem Deutschen Reich zugeschlagen und gehörte bis 1945 zum Landkreis Aussig. 1939 hatte die Gemeinde 254 Einwohner. 1945 kam Ryjice zur Tschechoslowakei zurück, die deutschen Bewohner wurden vertrieben. 1948 wurde die Gemeinde dem Okres Ústí nad Labem-okolí zugeordnet und seit 1961 gehört sie wieder zum Okres Ústí nad Labem. 1980 wurde Ryjice nach Neštěmice eingemeindet und zwischen 1986 und 1990 war es ein Ortsteil von Ústí nad Labem. Seit dem 1. September 1990 besteht die Gemeinde Ryjice wieder.

## Ortsgliederung
Für die Gemeinde Ryjice sind keine Ortsteile ausgewiesen.

## Sehenswürdigkeiten
- Reste der Burg Blansko
- Sanatorium Ryjice, errichtet zwischen 1898 und 1913

## Persönlichkeiten
- Richard Tauche (1905–1981), sudetendeutscher Rechtsanwalt und Kommunalpolitiker (SdP, NSDAP)